# Chimastrum
Genre
Chimastrum est un genre néotropical de lépidoptères (papillons) de la famille des Riodinidae.
Il comporte deux espèces :
- Chimastrum argentea (Bates, 1866) — présente du Mexique à Panama et en Colombie[2].
- Chimastrum celina (Bates, 1868) — présente au Brésil[2].